# Andrew Hodges
Andrew Hodges (nacido en Londres, 1949) es un matemático, escritor y pionero del movimiento de liberación gay de los años 70. Durante las últimas décadas (desde 1972) Hodges ha centrado sus actividades de investigación en el campo de la llamada teoría de twistores —la teoría matemática propuesta por Roger Penrose que trata de generar el espacio-tiempo a partir de la estructura de los rayos luminosos, o más precisamente de las partículas que se desplazan a la velocidad de la luz. Tal vez es más conocido como autor de Alan Turing: The Enigma, la biografía del extraordinario matemático británico Alan Turing, uno de los fundadores del campo de la computación y de la inteligencia artificial. El libro fue incluido el año 2002 por el diario The Guardian en su lista de los 50 libros esenciales de todos los tiempos. Así mismo, es autor de otros libros de divulgación científica. Actualmente trabaja en el Wadham College de la Universidad de Oxford.

### Libros por Andrew Hodges
- Alan Turing: The Enigma, Vintage edition 1992, first published by Burnett Books Ltd, 1983, ISBN 0-09-911641-3
- One to Nine: The Inner Life of Numbers, Short Books, London 2007, ISBN 1-904977-75-8
- With downcast gays: Aspects of homosexual self-oppression, Pink Triangle Press 1977, ISBN 0-920430-00-7